# Cugney
Cet article possède un paronyme, voir Cugny.
Cugney est une commune française située dans le département de la Haute-Saône, la région culturelle et historique de Franche-Comté et la région administrative Bourgogne-Franche-Comté.

## Géographie
Cugney est une petite commune située à 13 km de Marnay (Haute-Saône), chef-lieu du canton de Marnay, à 14 km de Gray (Haute-Saône), à 40 km de Besançon (Doubs), à 49 km de Vesoul (Haute-Saône) et à 63 km de Dijon (Côte-d'Or).

### Hydrographie
La rivière la Tenise, affluent rive gauche de la Saône, est le principal cours d'eau qui prend sa source et traverse le village de Cugney.

### Climat
Pour des articles plus généraux, voir Climat de la Bourgogne-Franche-Comté et Climat de la Haute-Saône.
En 2010, le climat de la commune est de type climat des marges montargnardes, selon une étude du Centre national de la recherche scientifique s'appuyant sur une série de données couvrant la période 1971-2000. En 2020, Météo-France publie une typologie des climats de la France métropolitaine dans laquelle la commune est exposée à un climat semi-continental et est dans la région climatique  Lorraine, plateau de Langres, Morvan, caractérisée par un hiver rude (1,5 °C), des vents modérés et des brouillards fréquents en automne et hiver. 
Pour la période 1971-2000, la température annuelle moyenne est de 10,4 °C, avec une amplitude thermique annuelle de 17,3 °C. Le cumul annuel moyen de précipitations est de 1 042 mm, avec 12,6 jours de précipitations en janvier et 9 jours en juillet. Pour la période 1991-2020, la température moyenne annuelle observée sur la station météorologique installée sur la commune est de 11,2 °C et le cumul annuel moyen de précipitations est de 958,2 mm. 
La température maximale relevée sur cette station est de 40 °C, atteinte le 31 juillet 2020 ; la température minimale est de −17 °C, atteinte le 20 décembre 2009,,. 
| Mois                                  | jan.         | fév.         | mars         | avril       | mai         | juin         | jui.        | août          | sep.        | oct.        | nov.         | déc.         | année    |
| ------------------------------------- | ------------ | ------------ | ------------ | ----------- | ----------- | ------------ | ----------- | ------------- | ----------- | ----------- | ------------ | ------------ | -------- |
| Température minimale moyenne (°C)     | 0            | 0            | 2,2          | 4,7         | 8,7         | 12,4         | 14          | 13,5          | 9,8         | 7,2         | 3,4          | 0,6          | 6,4      |
| Température moyenne (°C)              | 2,8          | 3,7          | 7,1          | 10,6        | 14,4        | 18,5         | 20,2        | 19,6          | 15,7        | 11,8        | 6,7          | 3,3          | 11,2     |
| Température maximale moyenne (°C)     | 5,5          | 7,4          | 12,1         | 16,6        | 20,2        | 24,6         | 26,4        | 25,7          | 21,5        | 16,5        | 10           | 6            | 16       |
| Record de froid (°C) date du record   | −16 11.01.10 | −14 13.02.12 | −14 01.03.05 | −6 08.04.03 | 0 03.05.21  | 1,5 04.06.01 | 5 14.07.04  | 5 26.08.18    | 1 29.09.08  | −7 29.10.12 | −12 30.11.10 | −17 20.12.09 | −17 2009 |
| Record de chaleur (°C) date du record | 15 08.01.11  | 22 27.02.19  | 25 31.03.21  | 29 21.04.18 | 32 25.05.09 | 37 27.06.19  | 40 31.07.20 | 39,5 12.08.03 | 33 14.09.20 | 29 01.10.11 | 21 12.11.18  | 18 01.12.11  | 40 2020  |
| Précipitations (mm)                   | 75,5         | 65,4         | 76,3         | 68,7        | 93,9        | 80,2         | 82,3        | 82,5          | 66,1        | 90          | 89,9         | 87,4         | 958,2    |

| Diagramme climatique                                  |          |             |             |             |              |            |              |             |           |           |          |
| J                                                     | F        | M           | A           | M           | J            | J          | A            | S           | O         | N         | D        |
| 5,5075,5                                              | 7,4065,4 | 12,12,276,3 | 16,64,768,7 | 20,28,793,9 | 24,612,480,2 | 26,41482,3 | 25,713,582,5 | 21,59,866,1 | 16,57,290 | 103,489,9 | 60,687,4 |
| Moyennes : • Temp. maxi et mini °C • Précipitation mm |          |             |             |             |              |            |              |             |           |           |          |

Les paramètres climatiques de la commune ont été estimés pour le milieu du siècle (2041-2070) selon différents scénarios d'émission de gaz à effet de serre à partir des nouvelles projections climatiques de référence DRIAS-2020. Ils sont consultables sur un site dédié publié par Météo-France en novembre 2022.

## Urbanisme

### Typologie
Au 1er janvier 2024, Cugney est catégorisée commune rurale à habitat dispersé, selon la nouvelle grille communale de densité à sept niveaux définie par l'Insee en 2022.
Elle est située hors unité urbaine. Par ailleurs la commune fait partie de l'aire d'attraction de Besançon, dont elle est une commune de la couronne,. Cette aire, qui regroupe 310 communes, est catégorisée dans les aires de 200 000 à moins de 700 000 habitants,.

### Occupation des sols
L'occupation des sols de la commune, telle qu'elle ressort de la base de données européenne d’occupation biophysique des sols Corine Land Cover (CLC), est marquée par l'importance des territoires agricoles (70,7 % en 2018), une proportion identique à celle de 1990 (70,7 %). La répartition détaillée en 2018 est la suivante : 
terres arables (58,9 %), forêts (26,9 %), prairies (11,8 %), zones urbanisées (2,3 %). L'évolution de l’occupation des sols de la commune et de ses infrastructures peut être observée sur les différentes représentations cartographiques du territoire : la carte de Cassini (XVIIIe siècle), la carte d'état-major (1820-1866) et les cartes ou photos aériennes de l'IGN pour la période actuelle (1950 à aujourd'hui).

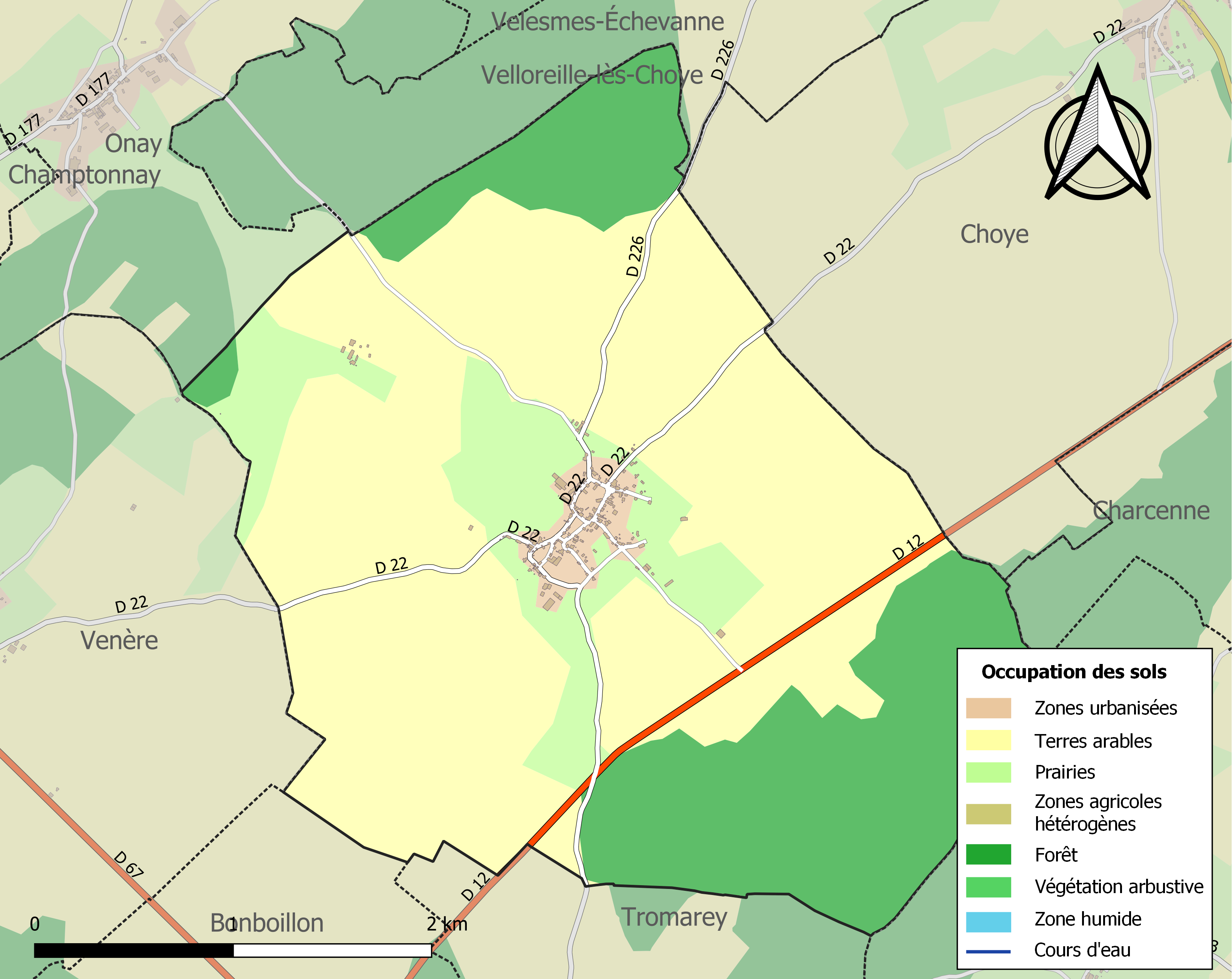
Carte des infrastructures et de l'occupation des sols de la commune en 2018 (CLC).

## Politique et administration

Carte départementale représentant en rouge les communes de la communauté de communes du Val marnaysien de Haute-Saône et en marron celles du Doubs.

### Rattachements administratifs et électoraux
La commune fait partie de l'arrondissement de Vesoul, du département de la Haute-Saône et de la région Bourgogne-Franche-Comté. Pour l'élection des députés, elle dépend de la première circonscription de la Haute-Saône.
Elle fait partie depuis 1826 du canton de Marnay. La composition de ce canton a été modifiée dans le cadre du redécoupage cantonal de 2014 en France.

### Intercommunalité
La commune faisait partie de la communauté de communes de la vallée de l'Ognon créée le 19 décembre 2002. Celle-ci a fusionné avec d'autres pour former, le 1er janvier 2014 la communauté de communes du Val marnaysien, dont la commune est désormais membre.

### Liste des maires
| Période                                  | Période                       | Identité               | Étiquette | Qualité                                     |
| ---------------------------------------- | ----------------------------- | ---------------------- | --------- | ------------------------------------------- |
| Les données manquantes sont à compléter. |                               |                        |           |                                             |
|                                          | mars 2001                     | Gilbert Lachaux        |           |                                             |
| mars 2001                                | En cours (au 25 février 2015) | Jean-Pierre Braichotte |           | Agriculteur Réélu pour le mandat 2020-2026, |

## Démographie
L'évolution du nombre d'habitants est connue à travers les recensements de la population effectués dans la commune depuis 1793. Pour les communes de moins de 10 000 habitants, une enquête de recensement portant sur toute la population est réalisée tous les cinq ans, les populations de référence des années intermédiaires étant quant à elles estimées par interpolation ou extrapolation. Pour la commune, le premier recensement exhaustif entrant dans le cadre du nouveau dispositif a été réalisé en 2006.

En 2022, la commune comptait 206 habitants, en évolution de +5,1 % par rapport à 2016 (Haute-Saône : −1,4 %, France hors Mayotte : +2,11 %).
| 1793 | 1800 | 1806 | 1821 | 1831 | 1836 | 1841 | 1846 | 1851 |
| ---- | ---- | ---- | ---- | ---- | ---- | ---- | ---- | ---- |
| 416  | 394  | 417  | 392  | 452  | 479  | 516  | 492  | 469  |

| 1856 | 1861 | 1866 | 1872 | 1876 | 1881 | 1886 | 1891 | 1896 |
| ---- | ---- | ---- | ---- | ---- | ---- | ---- | ---- | ---- |
| 403  | 429  | 400  | 348  | 339  | 321  | 280  | 270  | 224  |

| 1901 | 1906 | 1911 | 1921 | 1926 | 1931 | 1936 | 1946 | 1954 |
| ---- | ---- | ---- | ---- | ---- | ---- | ---- | ---- | ---- |
| 221  | 243  | 203  | 183  | 194  | 181  | 172  | 164  | 160  |

| 1962 | 1968 | 1975 | 1982 | 1990 | 1999 | 2006 | 2011 | 2016 |
| ---- | ---- | ---- | ---- | ---- | ---- | ---- | ---- | ---- |
| 155  | 141  | 139  | 127  | 133  | 156  | 164  | 187  | 196  |

| 2021 | 2022 | - | - | - | - | - | - | - |
| ---- | ---- | - | - | - | - | - | - | - |
| 206  | 206  | - | - | - | - | - | - | - |

## Culture locale et patrimoine

### Lieux et monuments
- L'église paroissiale Saint-Valère avec son clocher-porche comtois[19].
- La fontaine-lavoir construite en 1830 pour la partie fontaine d'après les plans de Louis Moreau et en 1835 pour la partie lavoir d'après les plans de Charles Alexandre Ringuelet[20].
- La source de la Tenise au niveau de la fontaine ci-dessus.
- Ancienne maison bourgeoise avec tours carrées du XVIIIe siècle[21].

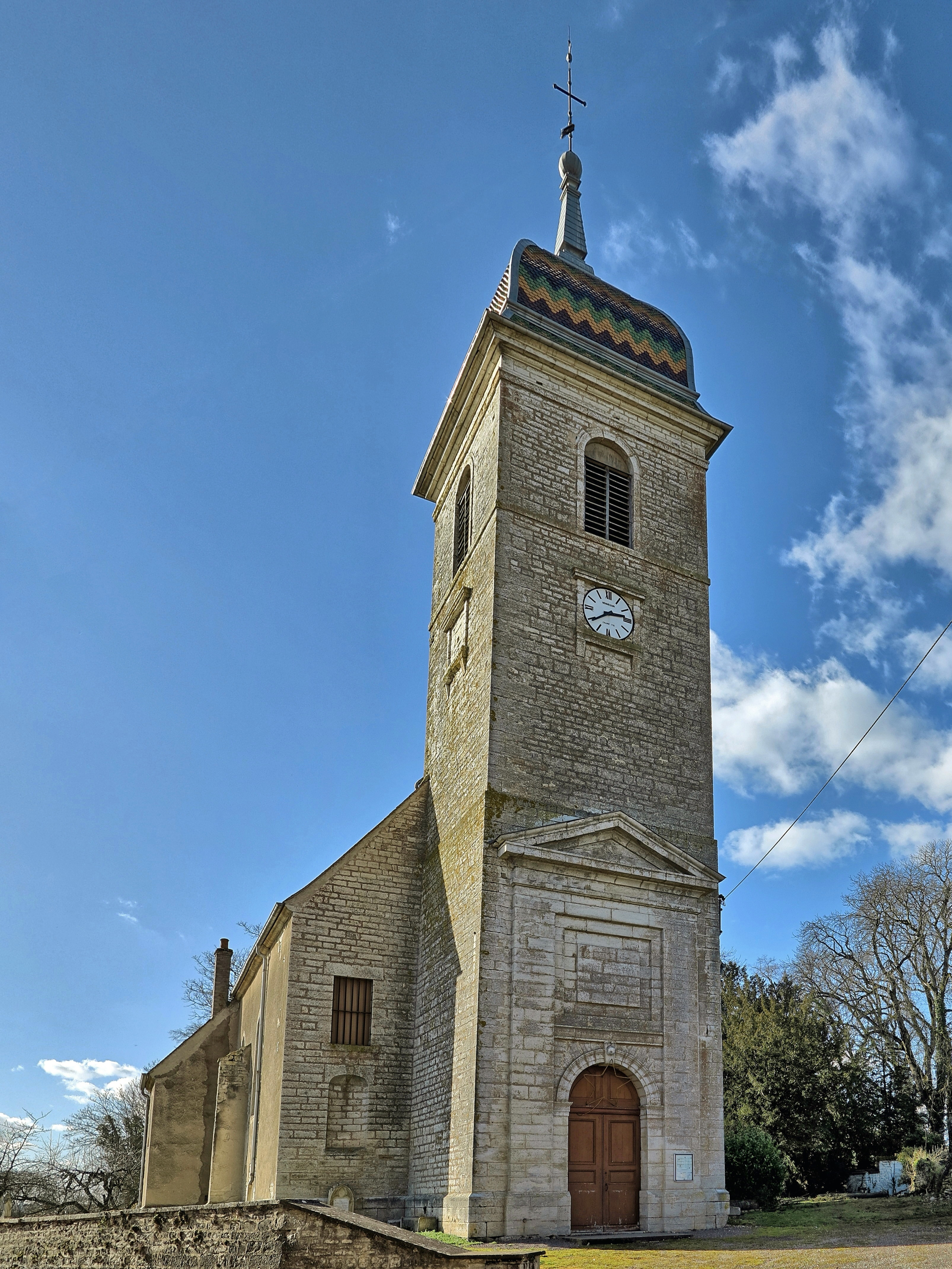
L'église.
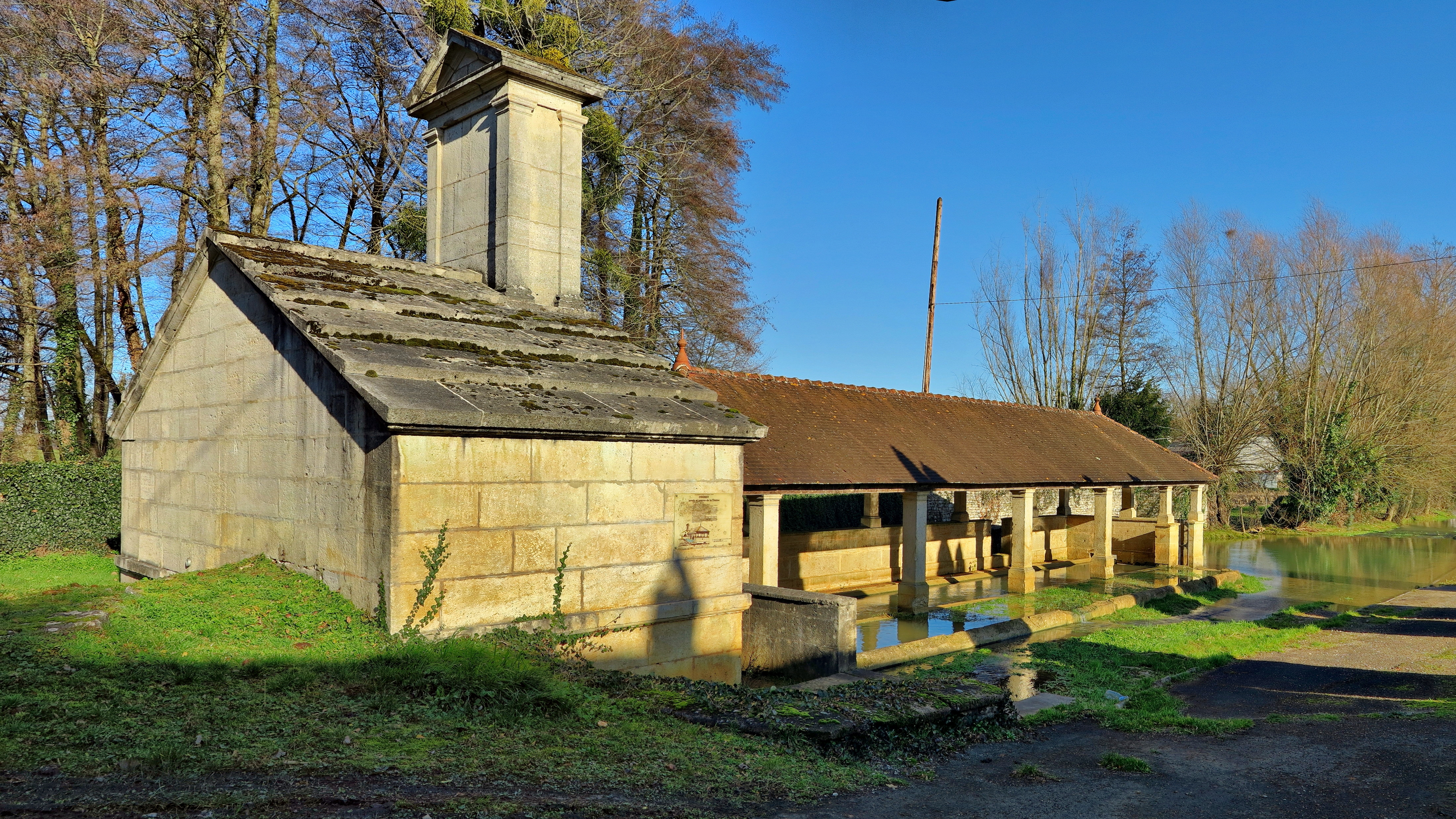
La fontaine, source de la Tenise.
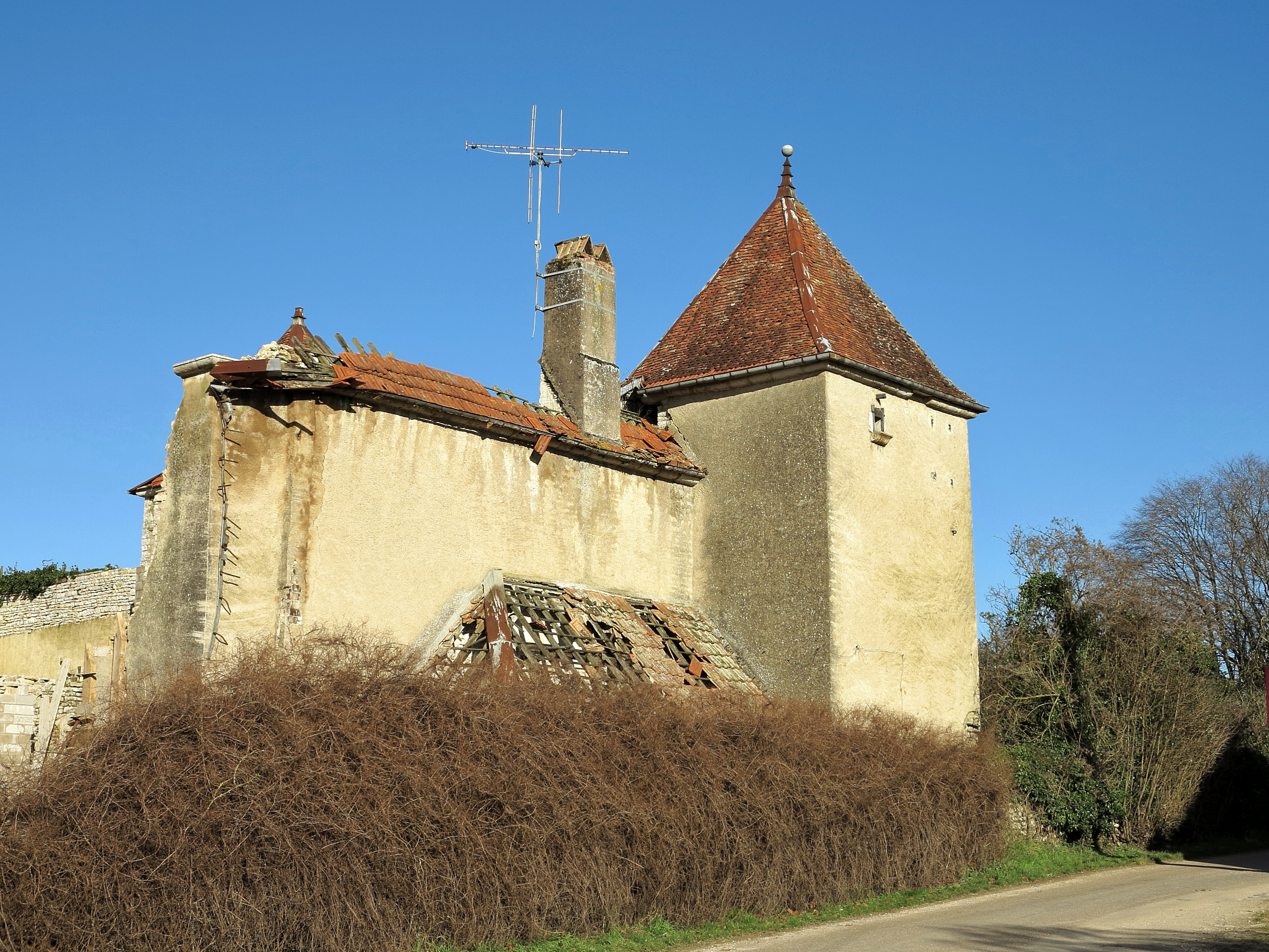
Ancienne maison avec tours carrées.

### Personnalités liées à la commune
- Gilbert Lachaux (1926-2010) : ancien maire[Quand ?].